# 333

## Esdeveniments
- Roma: Constant I és nomenat Cèsar pel seu pare Constantí el Gran.
- Jerusalem: Màxim III accedeix al patriarcat de la ciutat succeint a Macari I.

## Necrològiques
- Jerusalem: Macari I, patriarca.